# Kabinetscrisis over het Uruzganbesluit
De kabinetscrisis over het Uruzganbesluit was een Nederlandse kabinetscrisis in 2010, die in de nacht van 19 op 20 februari tot de val van het kabinet-Balkenende IV leidde. Oorzaak was de besluitvorming over een eventuele verlenging van de Nederlandse militaire missie in de Afghaanse provincie Uruzgan.

## Aanleiding
De militaire missie in Uruzgan begon in 2006 met een opbouwmissie met een looptijd van aanvankelijk twee jaar, hetgeen later verlengd werd tot eind 2010. In dat jaar werd gesproken over een nieuwe verlenging van de missie, waarbij de PvdA niet af wilde wijken van het eerdere besluit tot uiterlijk eind 2010 te blijven en zich daarmee lijnrecht opstelde tegen vooral het CDA, dat alle opties open wilde houden, waaronder een voortzetting in de vorm van een trainingsmissie.
Het debat werd op scherp gezet door een officieel verzoek van de NAVO de missie te verlengen tot augustus 2011. Dit verzoek van NAVO-chef Anders Fogh Rasmussen kwam op 4 februari bij de Nederlandse regering binnen, en er werd in de media druk gespeculeerd over de aanleiding voor de brief: minister van Buitenlandse Zaken Maxime Verhagen zou buiten medeweten van de PvdA-bewindslieden de NAVO om een officieel verzoek hebben gevraagd, om zo de besluitvorming via een omweg te laten beïnvloeden. In PvdA-kringen werd geërgerd gereageerd op deze vermeende gang van zaken. Anderzijds klonk vanuit de andere twee coalitiepartners het geluid dat het verzoek om een NAVO-brief wel degelijk bij vicepremier Wouter Bos bekend was, en dat minister Bert Koenders zelfs persoonlijk aan Verhagen had gevraagd om op een NAVO-verzoek aan te sturen.

## Kamerdebat
Het aanvankelijke voorstel van het CDA was om de besluitvorming over de Uruzganmissie over de gemeenteraadsverkiezingen van 3 maart 2010 heen te tillen. Er zou dan een kabinetsvergadering moeten plaatsvinden waarin alle opties op tafel zouden komen. Het CDA wilde hiermee de suggestie wekken dat de PvdA toch weer zou 'draaien', en voor die suggestie bij de gemeenteraadsverkiezingen afgerekend zou worden. De PvdA trapte hier niet in, en forceerde een besluitvorming in februari, met de val van het kabinet tot gevolg. Het resultaat was dat nu het CDA de politieke prijs betaalde bij de gemeenteraadsverkiezingen.
Het debat in de Tweede Kamer op donderdag 18 februari, uitlopend tot in de nacht van vrijdag 19 februari, had bizarre kenmerken. Het startte met de minister-president en de beide vicepremiers. Maar ook de ministers Maxime Verhagen en Bert Koenders werden al snel opgeroepen. PvdA-leider en vicepremier Bos herhaalde in de Tweede Kamer zijn uitspraken van de avond ervoor op een PvdA-partijbijeenkomst te Utrecht: "Definitief weg uit Uruzgan". De Tweede Kamer stelde vast dat het kabinet als het ware in tweeën was gedeeld. De motie van de SP die bevestigde dat Nederland zou vertrekken uit Uruzgan, werd door het stemgedrag van de PvdA-fractie verworpen, volgens PvdA-fractievoorzitter Mariëtte Hamer omdat het standpunt van de partij al twee jaar duidelijk was.

## De val
Na langdurig kabinetsberaad op vrijdag 19 februari en de daarop volgende nacht, maakte premier Jan Peter Balkenende om 4:15 's nachts bekend dat de PvdA-bewindslieden hadden aangezegd hun ontslag aan te bieden, en dat hij dat ter goedkeuring aan de koningin zou voorleggen. De overige bewindslieden van CDA en ChristenUnie boden tegelijkertijd hun portefeuilles, ambten en functies ter beschikking aan. Dit bood de mogelijkheid om verder te gaan als rompkabinet. Na uitvoerig beraad met de koningin op 22 en 23 februari werd echter de demissionaire status gehandhaafd. Kort daarna werd besloten op 9 juni 2010 verkiezingen te houden.
Op 12 maart 2010 lieten de demissionaire minister van Defensie Eimert van Middelkoop en zijn collega van Buitenlandse Zaken Maxime Verhagen de Tweede Kamer weten dat het rompkabinet geen antwoord zou geven op de NAVO-brief, maar dit zou overlaten aan het volgende kabinet.
Op 6 april 2010 leek het erop dat de Tweede Kamer alsnog een debat wilde over de val van het kabinet. Dit naar aanleiding van televisie-uitzendingen van NOVA en KRO Reporter.
De uitvoering bleef echter achterwege.